# Barbara Büchner
Barbara Büchner (* 1. Februar 1950 in Wien) ist eine österreichische Autorin, die Kinder- und Jugendbücher sowie Horror- und Fantasyromane schreibt.

## Leben
Nach dem Abschluss eines humanistischen Gymnasiums in Wien 1968 und einer Studien- und Volontärzeit begann Barbara Büchner als freie Journalistin und Schriftstellerin zu arbeiten. Sie veröffentlichte Artikel zu verschiedenen Themen in Zeitschriften wie neue frau, Zeit-Magazin oder Madame. Sie wurde zur Dokumentarin ausgebildet, und in mehreren Auslandsaufenthalten in England und Irland arbeitete sie als Übersetzerin. 
1988 erschien ihr erstes Buch.

## Auszeichnungen
- 1977: Österreichischer Staatspreis für journalistische Leistungen im Interesse der Jugend
- Sie wurde für ihr Buch Abenteuer Bethel - Das Recht auf Leben in die Ehrenliste zum Österreichischen Kinder- und Jugendbuchpreis aufgenommen.
- 1993 wurde sie in die Ehrenliste zum Katholischen Kinderbuchpreis aufgenommen.[1]

## Bücher (Auswahl)
| - Im Sog falscher Propheten - Das Gasthaus zur Mitternacht. - Jugendroman - Die Drachen -- Fantasyroman - Der Aufstand der Drachen -- Fantasyroman - Das Imperium der Drachen -- Fantasyroman - Feuernacht -- Jugendroman - Tanz des Drachen -- Fantasyroman - Irrlicht - Im Bannkreis der Sekte; Mödling-Wien : Verlag St. Gabriel, 1993, ISBN 3-85264-411-9; Jugendroman - Das Mädchen in der Glaskugel -- Jugendroman - Und Joni, die wird Polizist -- Jugendroman - Das Geheimnis der alten Fabrik -- Jugendroman - Keine Angst vor Rasputin -- Jugendroman - Geheimnisvolle Briefe -- Jugendroman - Flucht aus dem Geisterhaus -- Jugendroman - Das Geheimnis im Geisterschloss -- Jugendroman - Zeffy gewinnt das Spiel -- Jugendroman - Cleo, Theo und die Vampirkatze -- Jugendroman - Falscher Verdacht -- Jugendroman - Julia - Die Macht des Wunderheilers -- Jugendroman - Wirbel um Ronas Rockband -- Jugendroman - Black Box; Cuira : Lia Rumantscha, 2004, ISBN 3-03900-032-2, Jugendroman - Biggi - Spurlos verschwunden; Würzburg, 1999, Arena-Taschenbuch; ISBN 3-401-02590-2, Jugendroman - Schwarzer Koffer, weißes Kreuz, Paderborn 1999, Jugendroman - Zur Hölle mit Harold -- Jugendroman - Aus dunkler Tiefe -- DSA-Roman ISBN 3-453-12691-2 - Tierschutzverein „Setter“ schlägt zu -- Jugendroman - Fühl mal ob dein Herz noch schlägt -- Jugendroman - Das Sektenfragebuch (Sachbuch). Ueberreuter, Wien 2004, ISBN 3-8000-1594-3. - Viele Frösche und ein Prinz -- Jugendroman - Der Pestarzt; Brendow Verlag, 2005, ISBN 3-86506-069-2 - Im Netz des Wahrsagers -- Jugendroman - Das Institut -- Roman - Die Sterbehelfer -- Roman - Falsche Zeugen -- Roman - Die schwarze Köchin -- Jugendroman - Einmal Socken mit Senf, bitte, -- Kinderbuch - Tanzen will ich, tanzen! Bilderbuch - Das verquorksmoggelte Mädchen -- Bilderbuch - Die 7 Vogelscheuchen -- Bilderbuch - Blut und Rosen -- Erotische Schauergeschichten - Schnee mit dunklem Schatten. Arena-Taschenbuch, 2001, ISBN 3-401-02597-X - Die Sklaven des Traumfressers. Arena, Würzburg 2001, ISBN 3-401-02068-4 - Die vier dummen Freunde - Eddies Gespenster. Dachs-Verlag, Wien 2004, ISBN 3-85191-327-2 - Crash Time - Vatertage. Dachs-Verlag, Wien 2003, ISBN 3-85191-292-6 - Bunte Flügel hat die Liebe -- Jugendroman - Tanz mit dem Satan Arena, Würzburg 1999, ISBN 3-401-02585-6 -- Roman - Blutopfer -- DSA-Roman ISBN 3-453-15627-7 - Wer einmal stiehlt ... - Nadine, mein Engel. Dachs-Verlag, Wien 2002, ISBN 3-85191-258-6-- Jugendroman - Mr. Primwhoozle - Die Weihnachtsbraut. Voodoo Press, 2011, ISBN 978-3-902802-08-8 |